# Con otro aire
Con otro aire è un album del gruppo musicale spagnolo Chambao, pubblicato nel 2007.

## Tracce
1. Papeles mojados
2. Duende del sur
3. Detalles
4. El canto de la ballena
5. Caprichos de colores
6. Voces
7. Despierta
8. Será
9. El viejo San Juan
10. Lo bueno y lo malo (con Estrella Morente)
11. Respira (con Enrique Morente)

Questo CD include anche un DVD contenente un documentario, girato a Marrakech.